# Stradow (Spremberg)

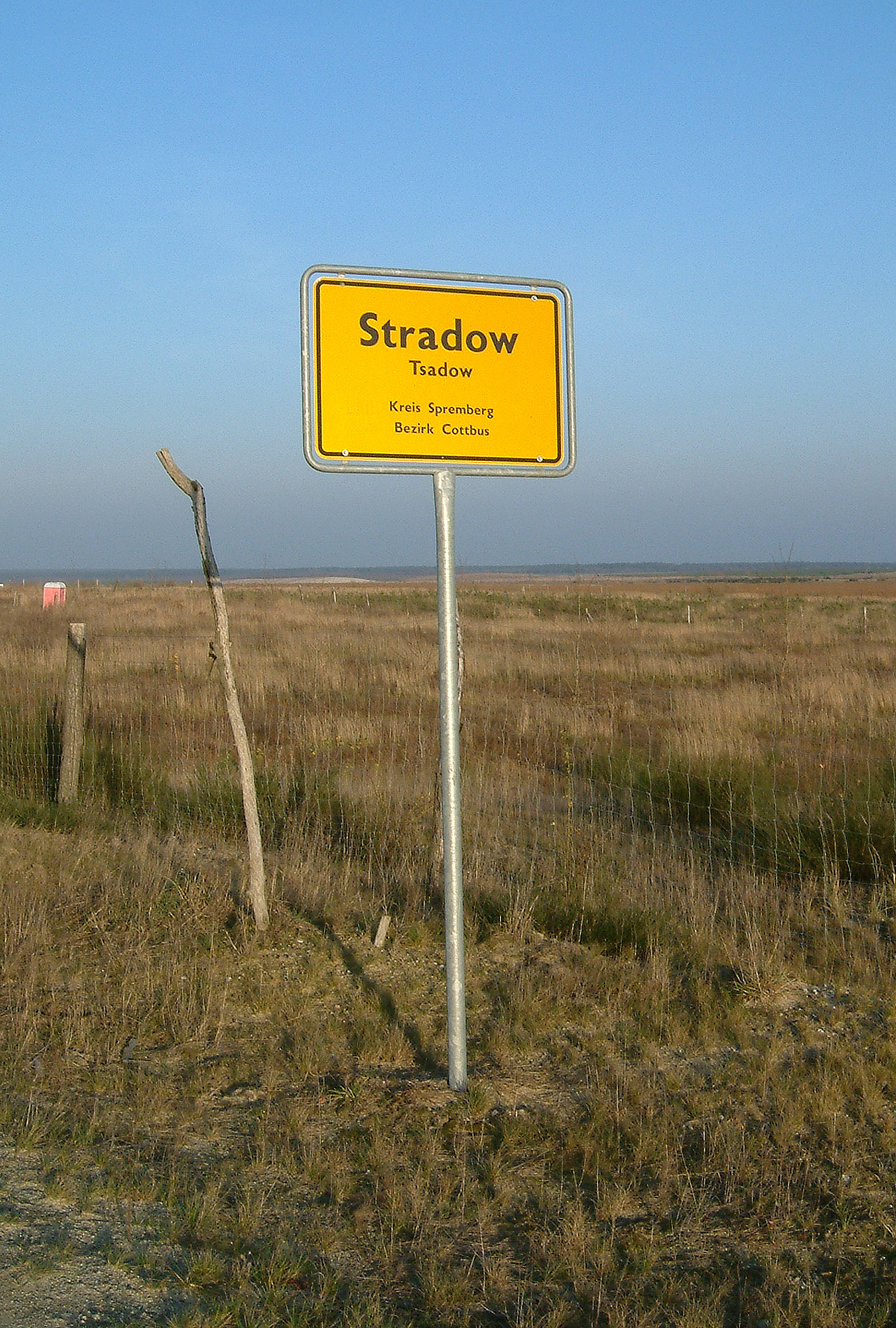
Ortseingangsschild von Stradow bei Spremberg

Stradow, niedersorbisch Tšadow, war ein typisches Straßendorf bei Spremberg in der Niederlausitz. Zu Stradow gehörte das als Zollhaus und später als Dorfkrug genutzte Vorwerk Pardutz.

## Geschichte
Die erste urkundliche Erwähnung des Dorfes geht auf das Jahr 1346 zurück. 1825 wurde Stradow dem Kreis Spremberg zugeordnet. Zwischen 1850 und 1945 befand sich das Gut Stradow im Besitz derer von Seydel. Der Anschluss an die elektrische Stromversorgung erfolgte 1922. Am 21. April 1945 wurde Stradow von der Roten Armee erobert. Im folgenden Jahr wurde das Gut der Familie von Seydel durch die Bodenreform aufgeteilt. 1948 erfolgte der Umbau des Gutshauses derer von Seydel zu Wohnungen.
Am 6. Dezember 1953 erfolgte die Gründung einer LPG des Typ I. 1954 finden um Stradow erste Bohrungen zur Erkundung und damit Feststellung von Braunkohlevorkommen statt. 1983 verließen die letzten Bewohner den Ort. Die überwiegende Mehrheit davon fand in Spremberg ein neues Zuhause. Das ehemalige Gemeindegebiet wurde am 1. Januar 1984 nach Spremberg umgegliedert. Der Ort ist vollkommen durch den Tagebau Welzow-Süd devastiert. In der ehemaligen Ortsmitte erinnert heute ein Gedenkstein an seine Geschichte.

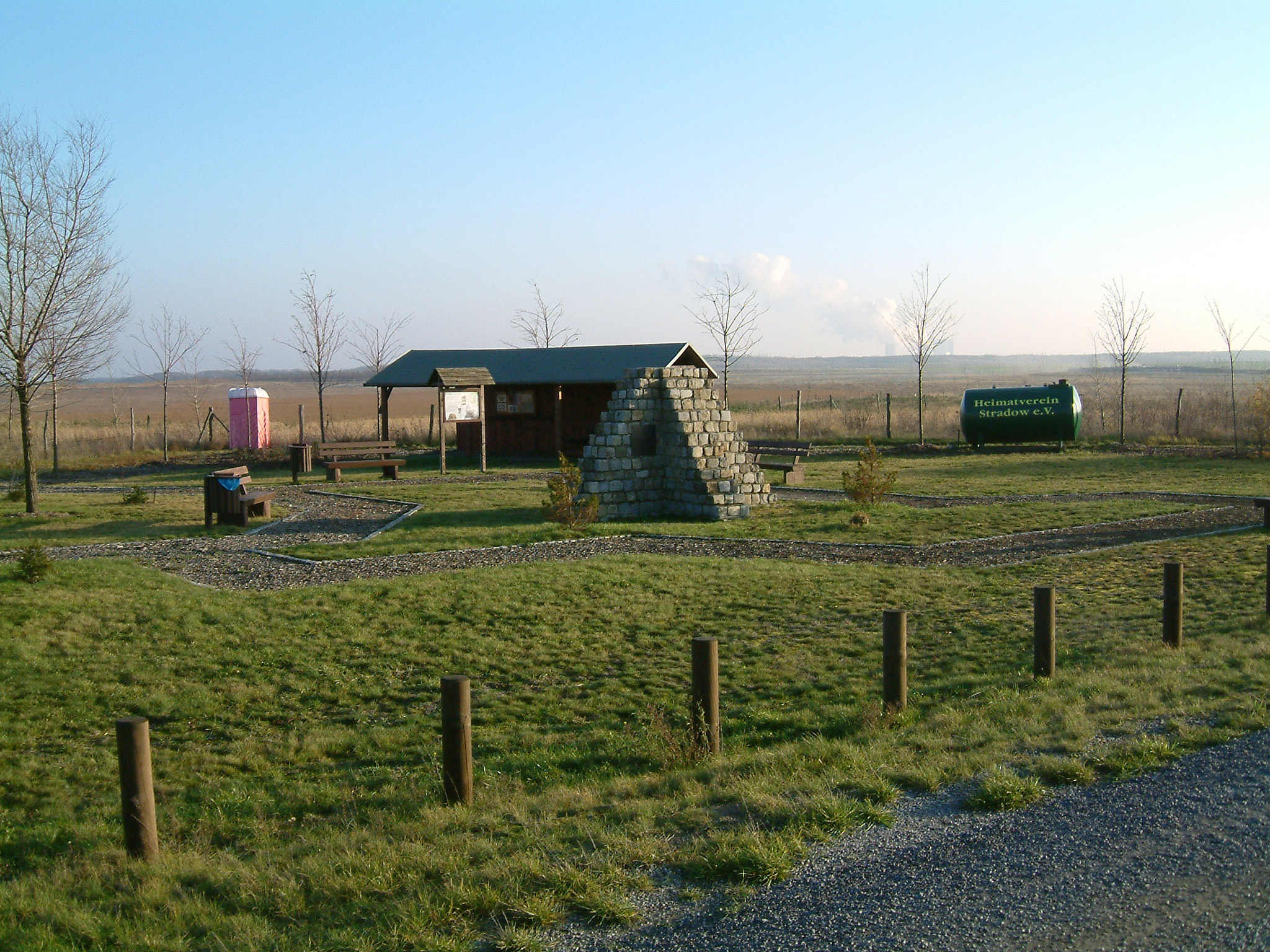
Die Ortslage Stradow heute

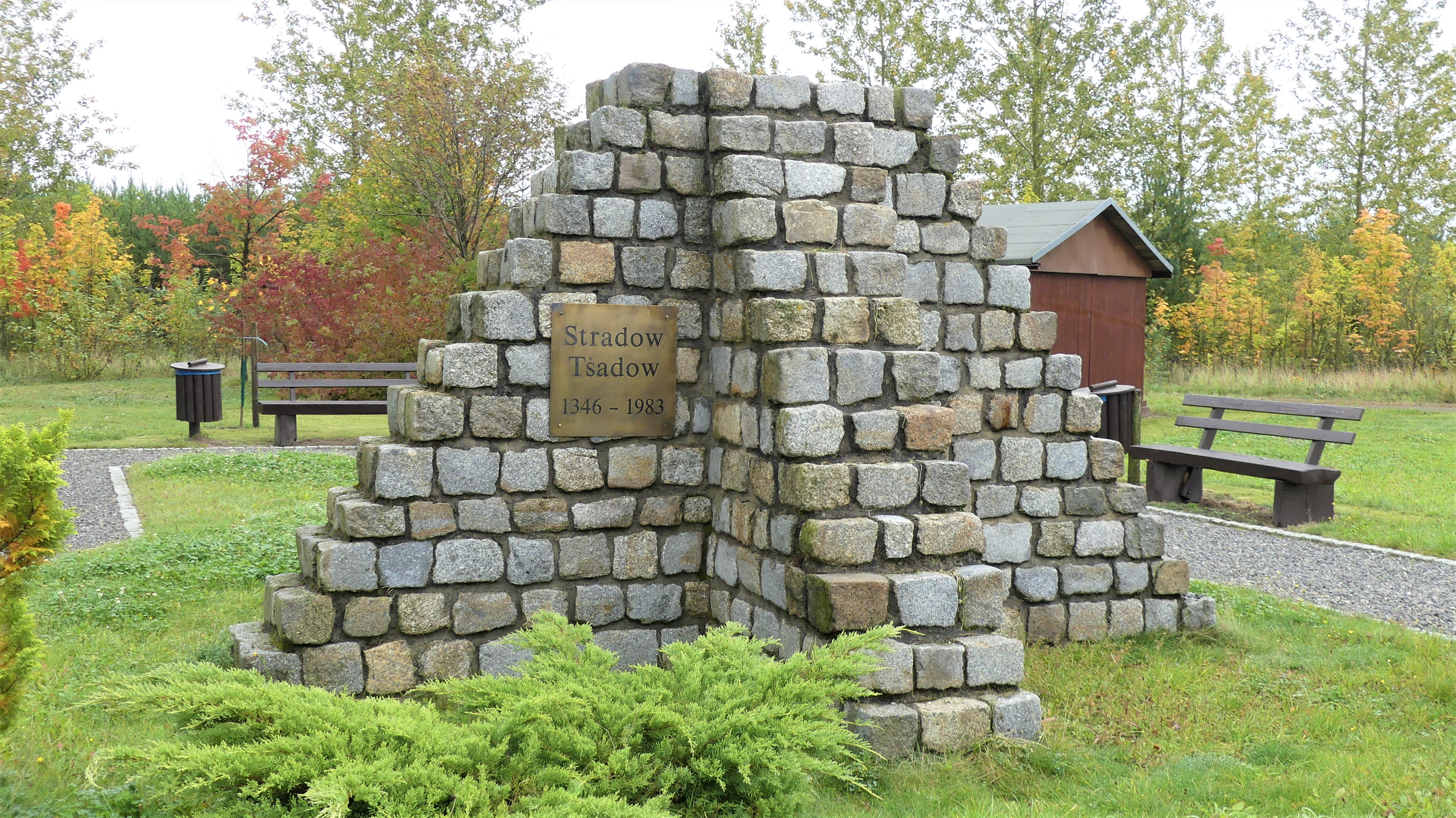
Gedenkstein

## Persönlichkeiten
- Johann Georg Zwahr (1785–1844) war hier Pfarrer und publizierte zu dieser Zeit 1847 in Spremberg das erste niedersorbisch-deutsche Wörterbuch.
- Johann Karl Friedrich Zwahr (1818–1884), in Stradow geborener Pfarrer, Publizist und Dichter von Kirchenliedern
- Oskar Trautmann (1877–1950), in Stradow geborener Diplomat